# لایو ایز لایف
لایو ایز لایف یا زندگی زندگی است یا زندگی زنده است، عنوان یک ترانهٔ پاپ است که در اصل به سال ۱۹۸۴ توسط گروه پاپ و راک اتریشی اپوس  ضبط شده‌است. این ترانه با موفقیت‌های بسیار همراه بود و در طی سالها توسط هنرمندان بسیاری مورد توجه قرار گرفت و مکرراً اجرا شد.

## پیش زمینه و خلق نسخه اصلی
لایو ایز لایف یا زندگی زندگی است، دومین تک‌آهنگ گروه اوپوس است که در سال ۱۹۸۵ منتشر شد و موفقیت بسیار بزرگی به دست آورد و در صدر فهرست فروش آلبوم‌ها در بسیاری از کشورها قرار گرفت. این آهنگ در سال ۲۰۰۸ دوباره توسط این گروه، در نسخه‌ای انفرادی و برجسته ضبط گردید.
این آهنگ نخستین بار توسط گروه اوپوس در حین کنسرتی اجرا شد که در روز دوم سپتامبر ۱۹۸۴ در اوبروارت [یکی از شهر‌های اتریش] برگزار شده بود، در حالی که گروه اوپوس در این کنسرت جشن یازدهمین سال پدیدآمدن خود را برگزار می‌کردند. اولین نسخهٔ ضبط‌شده از این آهنگ، اجرای زنده‌ای از آن بود که طی آن تماشاگران نیز به همراه اعضای گروه اشعار این آهنگ را می‌خواندند. ترانه در اشعار خود اشتیاق و دلبستگی شورانگیز برای به صحنه آمدن گروه را شرح می‌دهد.
تیم تاپارا که یک تیم هاکی روی یخ فنلاندی است، آهنگ مخصوص زمان گل زدن خود را لایو ایز لایف قرار دادند.
در سال ۱۹۹۴، اپوس اقدام به انتشار نسخه دیگری از آهنگ موفق خود لایو ایز لایف، بعنوان یکی از ده آهنگ برتر اتریش نمود. این نسخه به افتخار جام جهانی فوتبال ۱۹۹۴ منتشر شد. در این ارتباط همچنین دیگو مارادونا [بازیکن اسطوره‌ای فوتبال] با اجرایی دیگر از این ترانه با اشعاری که توسط او بازنویسی شده بودند، به شهرت بیشتر این آهنگ یاری رساند.

## نسخه گروه هرمس هاوز
دی جی اوتزی [جرارد فریدل، آهنگساز و خواننده اطریشی]، که به عنوان مهمان به گروه هرمس هاوز ملحق شده بود، در سال ۲۰۰۲، نسخه‌ای دیگر از این آهنگ رادر سراسر جهان و در سال ۲۰۰۳ در کشورهای فرانسوی زبان منتشر نمود. این تک‌آهنگ در فرانسه طی ۵ هفته در بالاترین موقعیت و در صدر جدول محبوب و پرفروش قرار داشت. این آهنگ همچنین به عنوان موسیقی متن در فیلمی به نام Das Jahr der ersten Küsse مورد استفاده قرار گرفت. این آهنگ تا به امروز، پانصد و بیست و سومین آهنگ پرفروش در فرانسه محسوب می‌شود، و تا به حال تنها در فرانسه حدود ۵۱۸٬۰۰۰ نسخه از آن به فروش رفته‌است.

## نسخه‌های دیگر
این ترانه به وسیلهٔ بسیاری از هنرمندان دیگر، از جمله توسط استارگو(Stargo) (شمارهٔ ده در فرانسه در سال ۱۹۸۵)، استارکو (Starkoo)، در گروه مجارستانی تورمنتور، دبلیو اند آر W&R به سال ۲۰۰۲.
- لایباخ این آهنگ را به دو زبان در آلبوم اپوس دی اجرا نمود. عنوان این آهنگ به زبان آلمانی «Leben heißt Leben» یا همان Life is life(زندگی زندگی است) بود و در زبان انگلیسی با عنوان «اپوس دی» منتشر گردید.
- یک گروه پاپ کمدی استونیایی با نام Kuldne Trio این آهنگ را با زبان استونیایی با اشعار مسخره و طنز و با عنوان «Laip on laip» (لاشه، لاشه است!) اجرا نمود.
- گروه اسپانیولی زبان لس مانولوس(Los Manolos)، این آهنگ را همانند یک رامبا (رقص و موسیقی سیاهان) اجرا نمود.
- گروه موسیقی دیگری به نام تروپیکال فوراور، در شعر این ترانه به زبان اسپانیولی تغییرات طنزآمیزی ایجاد کرد و آن را با عنوان ۶۶۶ (که به شش بسته آبجو اشاره دارد)، اجرا نمود.

## متن اصلی ترانه (گروه اپوس)
Nanananana
Nanananana (all together now)
Nanananana
Nanananana
Life (nanananana)
Life is life (nanananana)
Labadab dab dab life (nanananana)
Liiiiiiiife (nanananana)
When we all give the power
We all give the best
Every minute of an hour
Don't think about the rest
And you all get the power
You all get the best
When everyone gets everything
And every song everybody sings
And it's life (nanananana)
Life is life (nanananana)
Life is life (nanananana)
Labadab dab dab life (nanananana)
Life is life when we all feel the power
Life is life come on, stand up and dance
Life is life when the feeling of the people
Life is life is the feeling of the band
When we all give the power
We all give the best
Every minute of an hour
Don't think about the rest
Then you all get the power
You all get the best
When everyone gives everything
And every song everybody sings
And it's life (nanananana)
Life is life (nanananana)
Labadab dab dab life (nanananana)
Life is life (nanananana)
Life (nanananana)
(nanananana)
(nanananana)
(nanananana)
Life (nanananana)
Life is life (nanananana)
Labadab dab dab life (nanananana)
Live is life (nanananana)
And you call when it's over
You call it should last
Every minute of the future
Is a memory of the past
Cause we all gave the power
We all gave the best
And everyone gave everything
And every song everybody sang
Life is life

## متن ترانه اجراشده توسط گروه هرمس هاوز
(Hermes House Band and DJ Otzi)
'DJ otzi'
and the Hermes House Band
we're back in the house!
are you ready to party?
Life (lalala)
Live is life
â€¦
When we all give the power,
We all give the best
Every minute in the hour
don't think about the rest
And you all get the power
you all get the best
When everyone gives everything
and every song everybody sings
Live is life
â€¦..
When we all feel the power
Live is life
come on stand up and dance
Live is life
When the feeling of the people
Live is life
It is the feeling of the band.
When we all give the power
We all give the best
Every minute in the hour
We don't think about the rest
When we all give the power
We all give the best
And everyone gives everything
And every song everybody sings
Live is life
When we all give the power
We all give the best
Every minute in the hour
We don't think about the rest
When we all give the power
We all give the best
And everyone gives everything
And every song..
â€¦everybody sings